# Ḏāl
La ḏāl (en àrab ذال ['ðaːl]) és la novena lletra de l'alfabet àrab (vint-i-cinquena en l'ordre abjadí). És una lletra solar.

## Història
Prové, per via dels alfabets nabateu i arameu, de la dāleth fenícia.

## Ús
Representa el so consonàntic dental fricatiu /ð/.

## Escriptura
| Aïllada | Final | Medial | Inicial |
| ذ       | ـذ    | ـذ ـ   | ذ ـ     |

La ḏāl no es lliga a la següent lletra de la paraula. Sí que ho fa amb la precedent, sempre que aquesta no sigui àlif, dāl, una altra ḏāl, rā, zāy o wāw, que mai no es lliguen a la lletra posterior.

## Variants
La ḏāl, ذ, tot i formar part de l'alfabet àrab bàsic, es considera un variant de la dāl, per ser una de les sis lletres que es van afegir a part de les vint-i-dues heretades de l'alfabet fenici.